# خلج‌ها
خَلَج‌ها گروهی قومی ترک‌تبار ساکن در برخی مناطق ایران هستند. خلج‌ها در ناحیهٔ خلجستان استان قم، کلات غلجی استان غزنی، روستای ویدر و تفرش در استان مرکزی، منطقه فریدن استان اصفهان، شهرستان‌های بوانات، صفاشهر و سرچهان در شمال فارس و نیز روستاهای پیربلوط، فیل آباد، فتح آباد، خوی و شهر باباحیدر در استان چهارمحال سکونت دارند. 
دربارهٔ ریشه خلج‌ها اختلافات زیادی وجود دارد، اکثر دانشمندان قدیم خلج ها را از اخلاف ترکان باستان میدانند.بعضی از منابع قدیم همچون دیوان اشعار خوشحال خان ختک، جلال الدین خلجی مؤسس سلسله خلجی را غلجی و سلطنت خلجیان را غلجیو سلطنت نامیده همچنین بابر در بابرنامه از طایفه خرلجی (خلجی) افغان‌ها یاد می‌کند که در راه‌های بین کابل و ننگرهار زندگی می‌کردند. بعضی از دانشمندان براین باورند خلج‌ها در اصل از سکاها ایرانی‌تبار آسیای میانه ساکن قرقیزستان که منشأ آنها از استپ‌های روسیه است که زبانشان در اثر سلطه ترکان تغییر یافته باشد.مارکووات معتقد است خلج‌ها بازمانگان اقوام هندواروپایی آسیای میانه هستند که به دلیل چیرگی ترکان بر آنان زبانشان تغییر یافته‌است، همچنین خوارزمی خلج‌ها را از هپتالیان می‌داند. در تفسیر سخن خوارزمی برخی در ترک بودن خلج‌ها تردید کرده‌اند. تاریخ سیستان هم وقتی حرف از تصرفات یعقوب لیث صفاری می‌زند، مردمان خلج و ترک را جدا یاد می‌کند.
شاهنامه فردوسی به صراحت خلج‌ها را از ترک‌ها جدا یاد می‌کند و می‌گوید:
(برآورد میلی ز سنگ و ز گج) (که کسی را به ایران ز ترک و خلج)
و همچنین در کتاب تاریخ فیروز شاهی اثر ضیا بارانی، گفته شده: وقتی سلطان جلال الدین خلجی بر تخت پادشاهی نشست، مردم شهر بخاطر اینکه در مدت هشتاد سال پرورده ملک ترکان بودند، پادشاهی خلجی ایشان را دشوار می‌نمود. از مطلب ذیل میشه فهمید که مردمان شهر از به سلطنت رسیدن خلجی‌های غیر ترک ناراض بودند و همچنین باز هم آمده هست که در زمان بر تخت نشستن جلال الدین خلجی، مردمان را عجب می‌نمود که خلجیان چگونه بجای ترکان بر تخت نشینند و پادشاهی از اصل ترکان در اصل دیگری رود. باز هم متوجه می‌شویم که مردمان دهلی و خود شاهان و نویسندگان دهلی هیچوقت خلجیان را جزو ترکان حساب نمی‌کردند و حتی آنها را مردمانی متفاوت از ترکان بیان کرده‌اند.
خلج‌ها در سال‌های ۵۵۵ میلادی تحت عنوان خولِس نامیده می‌شدند. این زمان قبل از ظهور ترکان و اضمحلال حکومت هپتالیان در غرب آلتایی بود. خلج‌ها به عنوان طرفداران وفادار حکمران ترکان غربی به نزد فرستادهٔ روم آمدند.
بنابر گفته بیهقی در سپتامبر ۱۰۴۰ مردمانی تحت اسم خلج در کوه‌های غزنه و پکتیا شورش می‌کنند، در عین حال همان شورش کنندگان توسط گردیزی افغان یاد می‌شوند که رهبر شان شخصی به اسم ابو علی بود.
زبان خلجی یکی از زبان‌های ترکی است که توسط خلج‌ها و تنها عضو خانواده آرغو از خانواده زبان‌های ترکی است ولی به شدت فارسیزه شده‌است.فرهنگ و زبان خلجی به سرعت رو به انقراض است. تعداد گویش‌وران این زبان هر سال کمتر می‌شود. در سال ۱۳۴۸ حدود ۴۲ هزار نفر با زبان خلجی صحبت می‌کردند، اما در سال ۱۳۹۸ تعداد گویش‌وران این زبان به ۱۹ هزار نفر کاهش یافته‌است. وقتی زبان منقرض شود فرهنگ و آداب و رسوم هم از بین می‌رود. زوج‌های جوان به دلیل علاقه‌مند نبودن به زبان مادری خود، زبان خلجی را به فرزندان خود منتقل نمی‌کنند؛ یعنی بیشتر خلج‌زبانان زیر ۳۰ سال تمایلی ندارند که به فرزندان خود زبان خلجی بیاموزند. بر اساس تحقیقات انجام شده، از هر ۱۰۰ خانواده فقط ۵ خانواده به کودکان خود زبان خلجی می‌آموزند و کودکان آنها موفق به گویش زبان خلجی می‌شوند. اکنون نیز در هیچ جای دنیا جز خلجستان قم و روستاهای دنیچه خیر و  قشلاق و...  خرم‌بید و روستای بنچنار در استان مرکزی دیگر خلج نیست. ریشه خلج‌ها و وطن اصلی خلج‌ها در قرن ۵ میلادی در دره «چو» در منطقه‌ای با عنوان بالاساقون قرقیزستان بود. آن طور که دورفر گفته، خلج‌ها آخرین بازماندگان آرقوها هستند.

در صفحه1424 فارسنامه ناصری عنوان شده که تمام ساکنان منطقه قون قری (قنقری)در شهرستان خرمبید فعلی (به مرکزیت صفاشهر) در شمال فارس ترکهای خلج بودند که قصبه آن روستای قاضیان بوده است.
ترکهای خلج ساکن قاضیان بعدا در یک تهاتر ارزی به روستای دنیچه خیر نقل مکان کرده و هنوز فرزندانشان در آنجا سکنا داشته و به زبان ترکی خلجی صحبت میکنند.
برهان قاطع می‌گوید خلج‌ها طایفه‌ای از صحرانشینان و ترکان هستند. خلج‌ها در هنگام حملهٔ مغولان ۱۵ روز در یک قلعه مقاومت کردند و سپس قهرمانانه کشته شدند
محمود کاشغری در دیوان لغات‌الترک (که در اواسط قرن پنجم هجری تألیف شده) در شرح لغت ترکمان، خلج‌ها را از اقوام اوغوز ساکن اویغورستان(سین‌کیانگ فعلی) می‌داند و با اشاره به جدایی خلج‌ها از سایر ترکمانان آنان را دو قبیله از بیست و چهار طایفه ترکمن دانسته‌است؛ جز آنکه دو قبیله از خلج از ایشان ممتاز شدند به برخی چیزها؛ لذا آن دو قبیله در عداد ایشان شمرده نمی‌شوند.
بسیاری از خلج‌ها در حمله یعقوب صفاری به افغانستان قتل‌عام شدند؛ ولی در دولت سامانیان و غزنویان این تیره از ترکان وارد اردو شدند.
غوریان در لشکرکشی‌های خود از افراد قبیله خلج بهره می‌گرفتند و سلطان غیاث الدین محمود موفق شد در سال ۶۰۲ه/۱۲۰۶م با مساعدت خلج‌ها در فیروزکوه قدرت را به دست آورد.

## محل سکونت
خلج نام قبیله ترک و اسم ترکی آن (Qalaç) قلچ است. این قبیله از قرن چهارم در جنوب سیستان و هند ساکن بوده‌اند. ابن خردادبه آن‌ها را در شمار قبایل ترک استپ‌های آسیای میانه آورده‌است. به گفته او منزلگاه‌های زمستانی آن‌ها در آن سوی «سیر دریا» در ناحیه تلاس در مجاورت زمین‌های قرلق واقع بوده‌است. قرلق، قرلغان، قرلغ و قرلیغ همه اشکال مختلف یک کلمه‌اند و آن قبیله‌ای بوده‌است از ترکان در شمال و شمال شرقی ماوراءالنهر معروف به حسن صورت و طول قامت و تناسب خلقت. همچنین آن‌ها در این سوی جیحون در سواحل جنوبی و غربی آن زندگی می‌کرده‌اند.
ابن اثیر در مورد مرگ یعقوب لیث (۲۶۵هجری/۸۷۹ میلادی) آورده‌است که امیر صفاری در جریان فتوحاتش در شرق افغانستان به زنبیل یا حاکم محلی در زمین داور حمله کرده و خلج‌ها (الخلخیه) و مردم زابلستان را تحت انقیاد درآورده بود. این مطلب را تاریخ سیستان با ذکر پیکارهای یعقوب علیه خلج‌ها و ترکان تأیید می‌کند.
گروه‌های موسوم به خلجی اکنون در افغانستان زیست می‌کنند که به پشتو سخن می‌گویند. در منابع اسلامی موطن ترکان ساکن حد فاصل سیستان تا هندوستان و تخارستان و افغانستان جنوبی خلجستان کبیر نامیده شده‌است. ابوالغازی بهادر خان کتاب شجره تراکمه به روایت ابوالفضل بیهقی سلطان محمود در حمله به هندوستان بسیاری از خلج‌ها را در اردوی خود از حوالی خراسان به هندوستان برد و آنان را با غوریان متحد ساخت و شماری از آنان را در بنگال ساکن کرد. خلج نام طایفه‌ای است معروف و در آن موقع در ناحیه زمین داور سکنی داشته‌اند. در برخی از کتب تاریخی مانند ظفرنامه شرف‌الدین یزدی و تاریخ گیتی‌گشا از پراگندگی خلج‌ها در اطراف ساوه، قم و کاشان و قزوین سخن رفته‌است. زین‌العابدین شیروانی از پراکندگی خلج‌ها در ایالت فارس، عراق عجم، خراسان، کابل و توران (آسیای میانه) سخن گفته‌است. اصطخری نیز مکان خلج‌ها را زمین داور و آن‌ها را مهاجران قدیمی به این منطقه دانسته و گفته‌است که آن‌ها گله‌دار بودند و نیز آداب و رسوم ترکی، وضعیت ظاهری و زبان خود را حفظ کرده بودند. صاحب فارسنامه ناصری از پراکندگی آنان در میان قشقایی ها خبر داده و از دو خان‌نشین خلجستان به سرپرستی حاج‌علیقلی‌بیگ و میرزاقاسم‌بیک صحبت کرده‌است. حدودالعالم خلج را رعایای گله‌دار منطقه غزنه - البته به صورت گروه‌های متفرق در بلخ و تخارستان و بخش‌هایی از بست به‌شمار آورده‌است.
محل عمده سکونت خلج‌ها در مرکز ایران است که هنوز هم تحت نام «خلجستان» شناخته می‌شود. خلجستان از بخش‌های شهر قم است که از شمال به جعفرآباد و از خاور و جنوب به حومه قم از جنوب باختری به شهرستان آشتیان و از باختر به شهرستان تفرش محدود می‌گردد. جمعیت بخش خلجستان بر اساس سرشماری سال ۱۳۷۵ برابر است با ۱۴۲۸۸ نفرمی باشد.۷۲ منطقه‌ای کوهستانی که در جنوب غربی تهران در مسیراراک و در غرب ساوه واقع شده‌است و قسمت عمده شهرستان‌های اراک و ساوه در استان مرکزی را در بر می‌گیرد. نه تنها در این منطقه بلکه در نواحی مجاور واقع در ایالت از مناطق زاگرس مرکزی روستاهایی با نام‌هایی مانند خلج، خلج‌آباد، نهرخلج (از توابع شهرستان فریدن) و غیره مشاهده می‌شود که حاکی از منزلگاه‌های قدیمی‌تر اعضای قبیله خلج است. خلج‌ها در شمال فارس و به خصوص در شهرستان صفاشهر ساکن اند که لهجه آن‌ها به شدت تحت تأثیر ترکی قشقایی قرار گرفته‌است همچنین در روستای سیبلی شهرستان آستارا در بخش خلج محله نیز ساکن هستند.
در شهرستان بافت استان کرمان، طایفه خلج وجود دارد که جزء ایل افشار کرمان است.
خلجی روستایی از توابع بخش مرکزی شهرستان فراشبند در استان فارس ایران است. جمعیت کنونی ۲۰۰ نفر است. خلجی معروف به چشمه ایست که از آن یاد می‌کنند.
جلگه خلج علیا روستایی از توابع بخش مرکزی شهرستان پلدختر در استان لرستان ایران است.
خلجوی، روستایی از توابع بخش مرکزی شهرستان شیراز در استان فارس ایران است. این روستا در دهستان کفترک قرار دارد و براساس سرشماری مرکز آمار ایران در سال ۱۳۸۵، جمعیت آن ۶۱۰ نفر (۱۳۴خانوار) بوده‌است.
در استان فارس و ایل خمسه و طایفه عرب و در تیره شیری‌ها بنکوی خلجی هستند که سردسیر آنها شهرستان بوانات و منطقه بنی یکه می‌باشد و گرمسیرشان داراب و جلگه داراب می‌باشد که خودشان را منتسب به خلج‌ها و ترک‌های خلج می داندد هر چند که در حال حاضر به زبان و گیش عرب خمسه تکلم می‌کنند
مطالعاتی که‌از منابع بعد از اسلام به عمل آمده، نشان می‌دهد که خلج‌ها در سده‌های نخستین‌اسلام در سه منطقه می‌زیسته‌اند:
1. بلاساغون (سویاب قدیم) پایتخت ترکستان در کرانه راست رود چو و شمال‌غربی ایسی‌گول (بیشکک امروزی)
2. پنجیکت
3. بین دو رود آمودریا و سند

در نیمهٔ قرن هفتم میلادی دسته‌ای از اقوام خلج در سیستان و کابل و کاپیسا ساکن شدند و گروهی از آنان در قرن هشتم میلادی در هندوستان سلسله خلجی را تأسیس نمودند.
اقوام خلج، در زمان غزنویان علیه سلطان مسعود غزنوی قیام کردند، و در پیروزی سلجوقیان بسیار تأثیرگذار بودند، سرانجام نیز همراه سلجوقیان به عراق عجم آمده، ابتدا در خرقان ساوه ساکن شده‌اند. خلج‌ها در زمان هجوم چنگیزخان مغول به همراه خوارزمشاهیان از سمرقند دفاع کردند و به اتفاق ترکمانان سپاهی به فرماندهی «سیف‌الدین قراملک» جهت حمایت از سلطان جلال‌الدین خوارزمشاه تشکیل داده، در جنگ پروان، مغولان را سخت شکست دادند.

## زبان
خلجی زبان خلج‌ها است که در مرکز ایران (خلجستان) در ۱۶۰ کیلومتری جنوب غربی تهران در منطقه‌ای بین ساوه، قم و اراک زندگی می‌کنند. مرکز حکومتی خلجستان دستگرد است که در ویدرقرار گرفته ولی خود این شهر خلج‌نشین نیست. خلجها روستانشین هستند و در ۵۷ دهکده پراکنده‌اند. مهم‌ترین مراکز خلج‌ها روستاهای، تلخاب با جمعیت (۶۶۰۰نفر) موجان با جمعیت ۱۰۰۰ نفر، واشقان (۱۳۰۰نفر)، نادر آباد (۱۱۰۰نفر)، روستای ونارچ درحدمه کهک قم (۷۵۰)نفر، خلت آباد(۴۵۰نفر) و منصورآباد (۴۰۰نفر) زیزگان و فیض آباد (بیش از ۱۰۰۰نفر) و ضامنجان است. مردم خلجستان مسلمان شیعه‌اند. مردهایشان اغلب به دو یا سه زبان (خلجی، فارسی و ترکی) صحبت می‌کنند. کودکان اگرچه خلجی می‌فهمند، بیشتر فارسی حرف می‌زنند. لازم به ذکراست راهجرد ترکی خلجی لهجه مستقلی دارد و قدیمی‌ترین لهجه ترکی بوده، از نظر زبانشناسی دارای اهمیتی خاص است. تدوین فرهنگ لغات و چند شعر سروده شده به این زبان در ردیف کارهای در دست انجام است.
همچنین خلج نام یکی‌از طوایف بیست و چهارگانهٔ قدیمی ترک است. البته آنچه تعدادی از تاریخ نویسان که به این باور هستند که خلج به مرور زمان به غلجی که یکی از طوایف پشتون‌های افغانستان است تغییر یافته‌است که این موضوع از بنیاد اشتباه است. خلج نام یکی از طوایف قوم هزاره در افغانستان هست که در شهرستان‌های گیزاب استان ارزگان و شهرستان پاتوی استان دایکندی زنده گی می‌کنند. منابع فارسی و عربی به صورت خلج(Khaladj)، و خولخ(Xolox) از آن نام برده‌اند. مؤلف کتاب جامع‌التواریخ و به پیروی از او ابوالغازی بهادرخان در کتاب شجرهٔ تراکمه آن را مرکب از دو واژه: قال(QAL / ماندن) و آچ(AÇ /گرسنه)، یعنی گرسنه بمان، می‌دانند. محمود کاشغری نیز در این زمینه داستانی آورده‌است که به همین معناست. در داستان اوغوز خان ترکیب خلج، بدینگونه انگاشته شده: قال آچ qalaç/ بمان و باز کن و آنان را جزو کنفدراسیون ترکی بئش اوغوز شامل: کانگلی/قانقلی، آغاجری، قبچاق و خلخ دانسته‌است.

ج. مارکوارت، J.MARQUART در تألیف خویش به نام «ایرانشهر خولیتای»(xolitai) ادعا می‌کند که خلج واژهٔ کهن به صورت خولج(xolaç)، بوده‌است. مینورسکی مطالبی را از جغرافیدان قرن هفتم هجری، محمدابن نجیب بکران، مؤلف جهان‌نامه نقل می‌کند، مبنی بر اینکه ترکان خلج از منطقه ترکستان به زابلستان، مهاجرت کرده‌اند. به هر حال به قول پروفسور پوهاند جاوید، خلج هم نام جای و هم نام قوم است.

## بررسی مفهوم واژهٔ خلج
به استناد نویسندهٔ کتاب المسالک و الممالک، خلج‌ها: «انسان‌هایی مهربان، با هنر خوش‌خلق و دانشمند مهرورز بودند و سرزمین آن‌ها نیز از آبادترین و غنی‌ترین سرزمین‌های ایران است». پروفسور فاروق سومر، نویسندهٔ کتاب اوغوزها نیز، خلج‌ها را نیک خوی‌ترین قبایل اروپا خوانده‌است
واژهٔ خلج در میان نویسندگان و مورخین قدیم چین، روسیه، اسپانیا و فرانسه ترک، عرب و فارس به اشکال مختلف آمده‌است، از قبیل: قالاچ، قلاچ/ Qalaç، کالاچ/ Kalaç، خالاچ/ Halaç، خلوخ/Khollukh، خالوخ/ Khallukh، خلخ/ Ko-lo-lok، خرلخ، خولچ/ Xolaç، خلج/ Khildj، خلج/ Xelej و سرانجام شکل مؤخر آن به صورت خلج/Khalaj یا Xalac استعمال می‌شود. معنای این واژه به‌درستی روشن نیست ولی راجع به وجه تسمیهٔ آن رشیدالدین فضل‌الله همدانی مؤلف کتاب جامع‌التواریخ و به پیروی از او ابوالغازی بهادرخان در کتاب شجره‌نامه تراکمه، آن را مرکب از دو واژه قال/ Qal(ماندن) و آچ/ Aç گرسنه بمان می‌دانند و داستان زیر را نقل کرده‌اند:
 «می‌گویند چون اوغوز خان از ولایت غور و غرجستان به یورت قدیم خود مراجعت کرد، در راه زنی بچه آورد و به سبب بی‌غذایی شیر نداشت و بچه گرسنه شد. شوهرش بدان واسطه بازمانده و شغالی پرنده‌ای را گرفته بود. مرد چوبی انداخته و از او بازگرفته و به خورد زن داده و به لشکر رسید، اوغوز خان چون یاساق نبوده که به هیچ علت کسی از او بازمانده رنجیده و گفته، قال آچ یعنی گرسنه بمان، بدان سبب نسل او را قالچ می‌گویند. اگرچه این یک افسانه یی بیش نیست و اعتبار زیادی ندارد، چون خلج‌های مالوه خودشان را از نوادگان کلیج خان داماد چنگیز خان می‌دانستند که این هم اشتباه هست، و معنی واژه خلج را می‌توان به غلجی یا غرزی یعنی پسر کوهستان در زبان پشتو ربط داد.
مهم‌ترین مشاهیر خلج‌ها
- کاووس حسن‌لی (زادهٔ ۱ خرداد ۱۳۴۱، شهرستان خرم‌بید) شاعر، پژوهشگر، دارندهٔ کرسی حافظ‌پژوهی، مدیر مرکز حافظ‌شناسی و استاد دانشگاه شیراز است.